# Cerithiella producta
Cerithiella producta là một loài ốc biển rất nhỏ, là động vật thân mềm chân bụng sống ở biển trong họ Cerithiopsidae. Nó được Dall mô tả năm 1927.